# Giraumont (Oise)
 Giraumont  es una población y comuna francesa, en la región de Picardía, departamento de Oise, en el distrito de Compiègne y cantón de Ressons-sur-Matz.

## Demografía
| 277 | 256 | 301 | 331 | 504 | 585 |
| Para los censos de 1962 a 1999 la población legal corresponde a la población sin duplicidades (Fuente: INSEE [Consultar]) |     |     |     |     |     |